# Elsothera genithecata
Elsothera genithecata är en snäckart som beskrevs av Stanisic 1990. Elsothera genithecata ingår i släktet Elsothera och familjen Charopidae. Inga underarter finns listade i Catalogue of Life.